# Mortes em abril de 2024
Mortes em 2024: ← Janeiro – Fevereiro – Março – Abril – Maio – Junho – Julho – Agosto – Setembro – Outubro – Novembro – Dezembro →
Esta é uma relação de pessoas notáveis que morreram durante o mês de abril de 2024, listando nome, nacionalidade, ocupação e ano de nascimento.

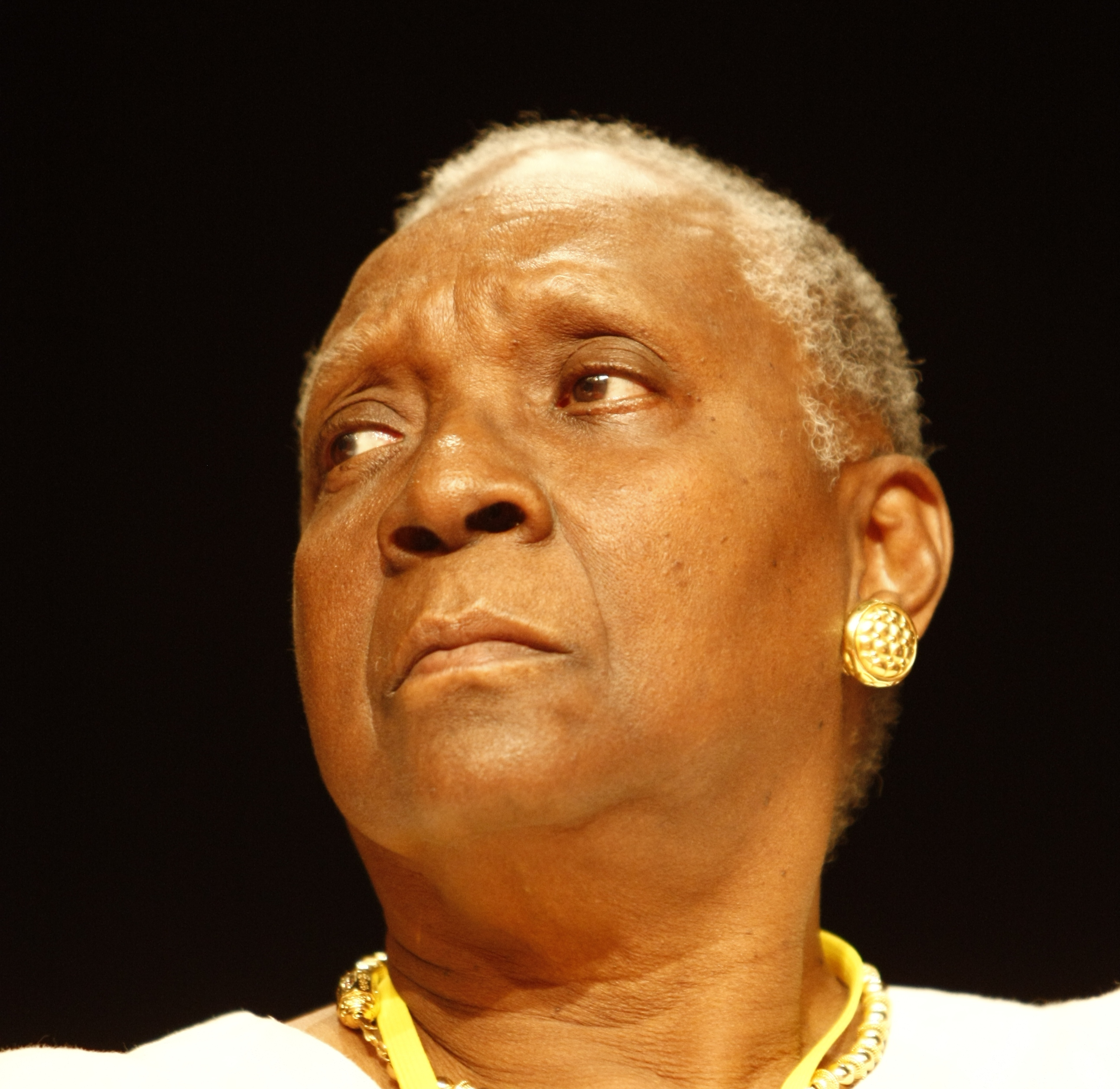
Maryse Condé, escritora francesa.

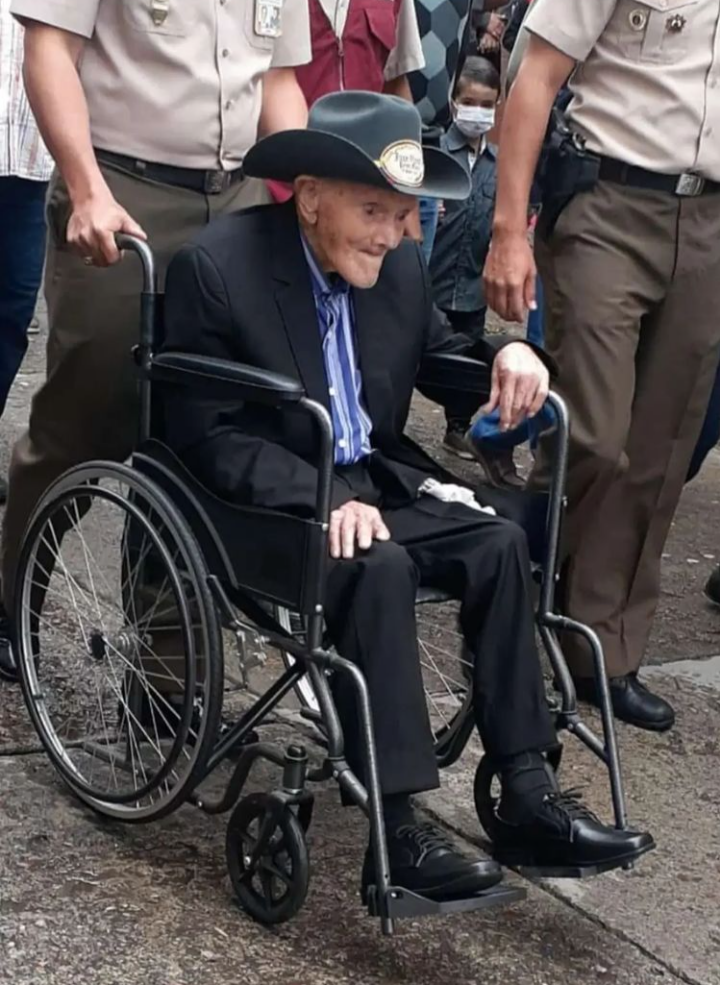
Juan Vicente Pérez, agricultor, camponês e supercentenário venezuelano.

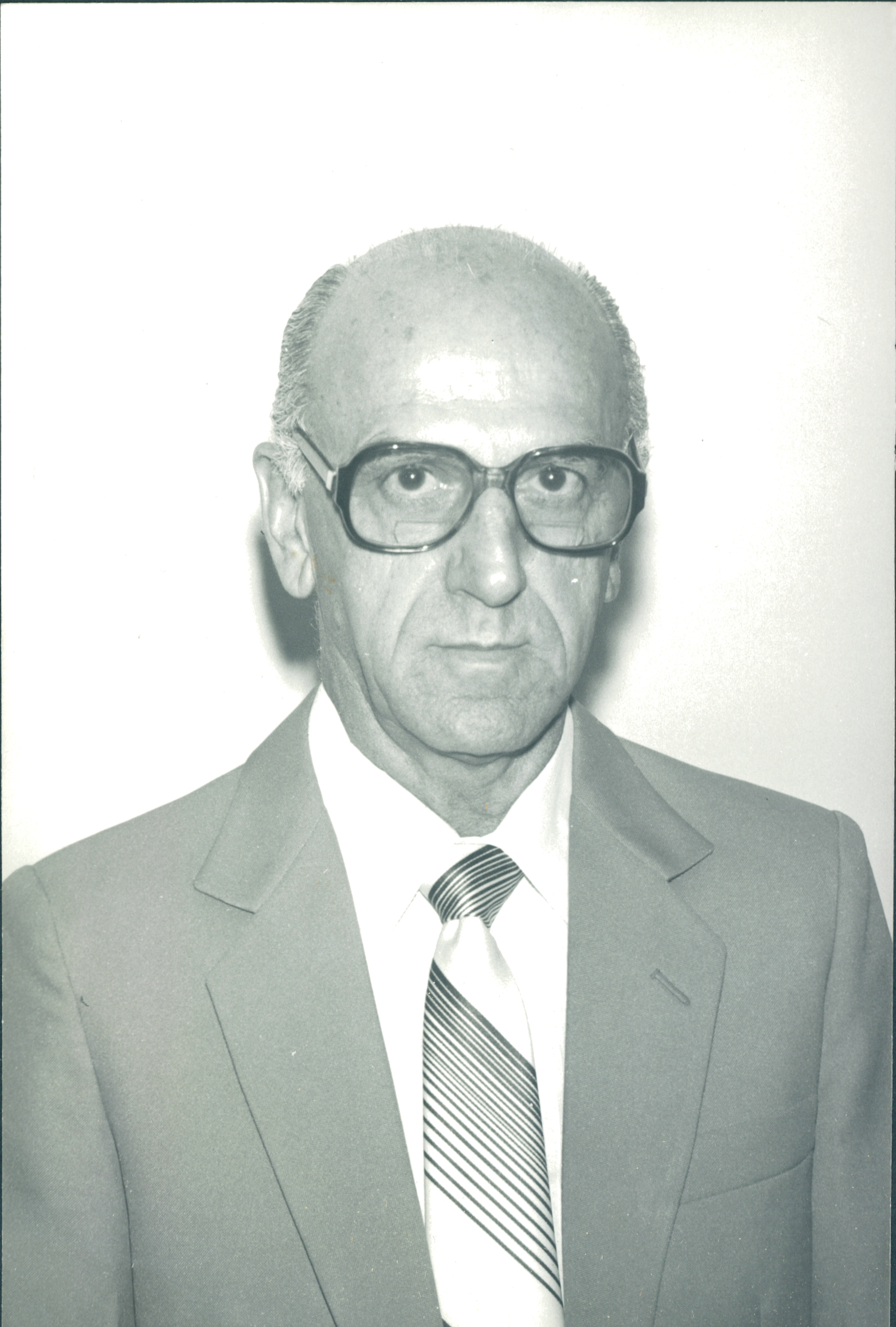
Clodesmidt Riani, político e líder sindical brasileiro.

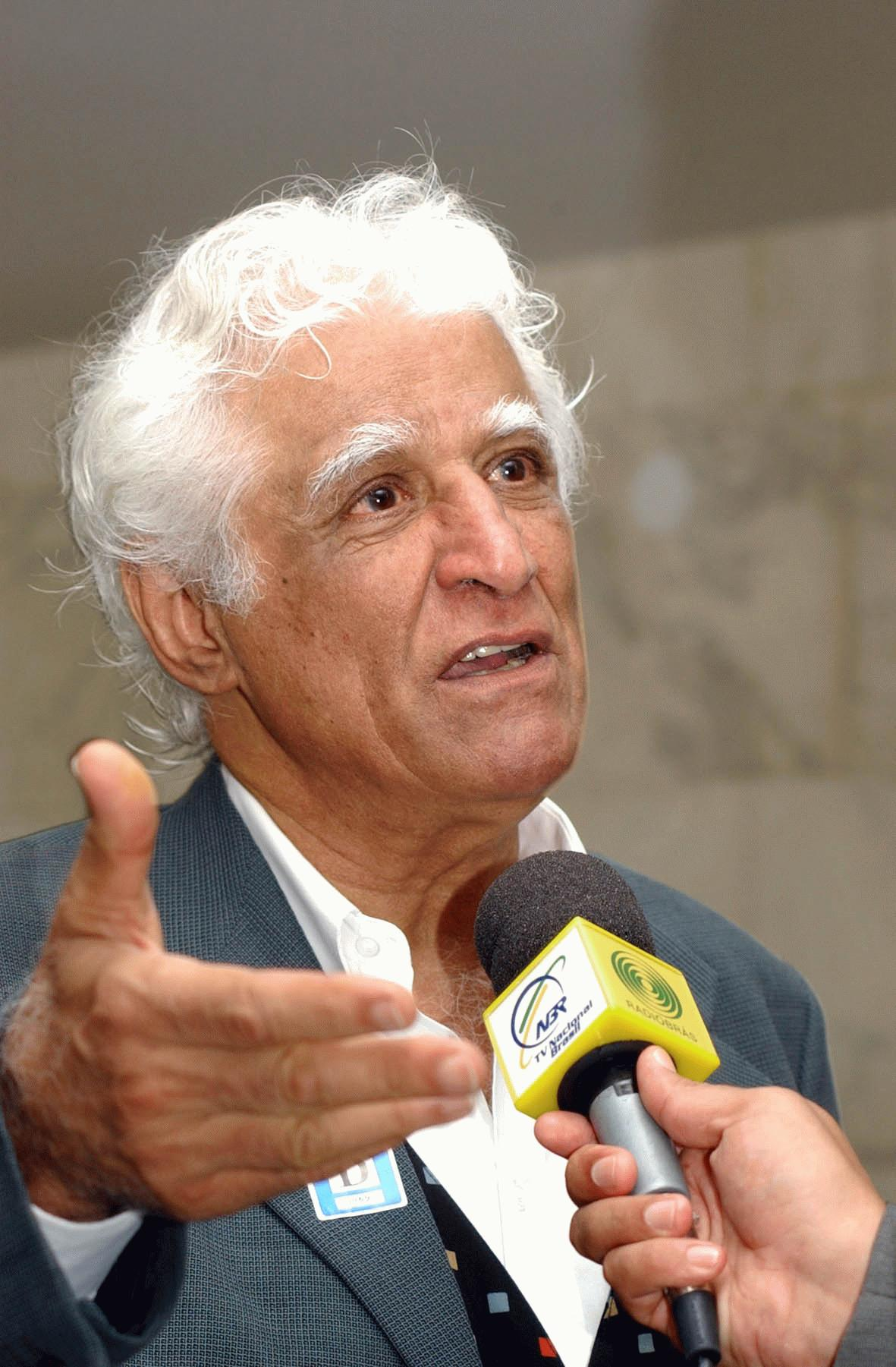
Ziraldo, escritor e cartunista brasileiro.

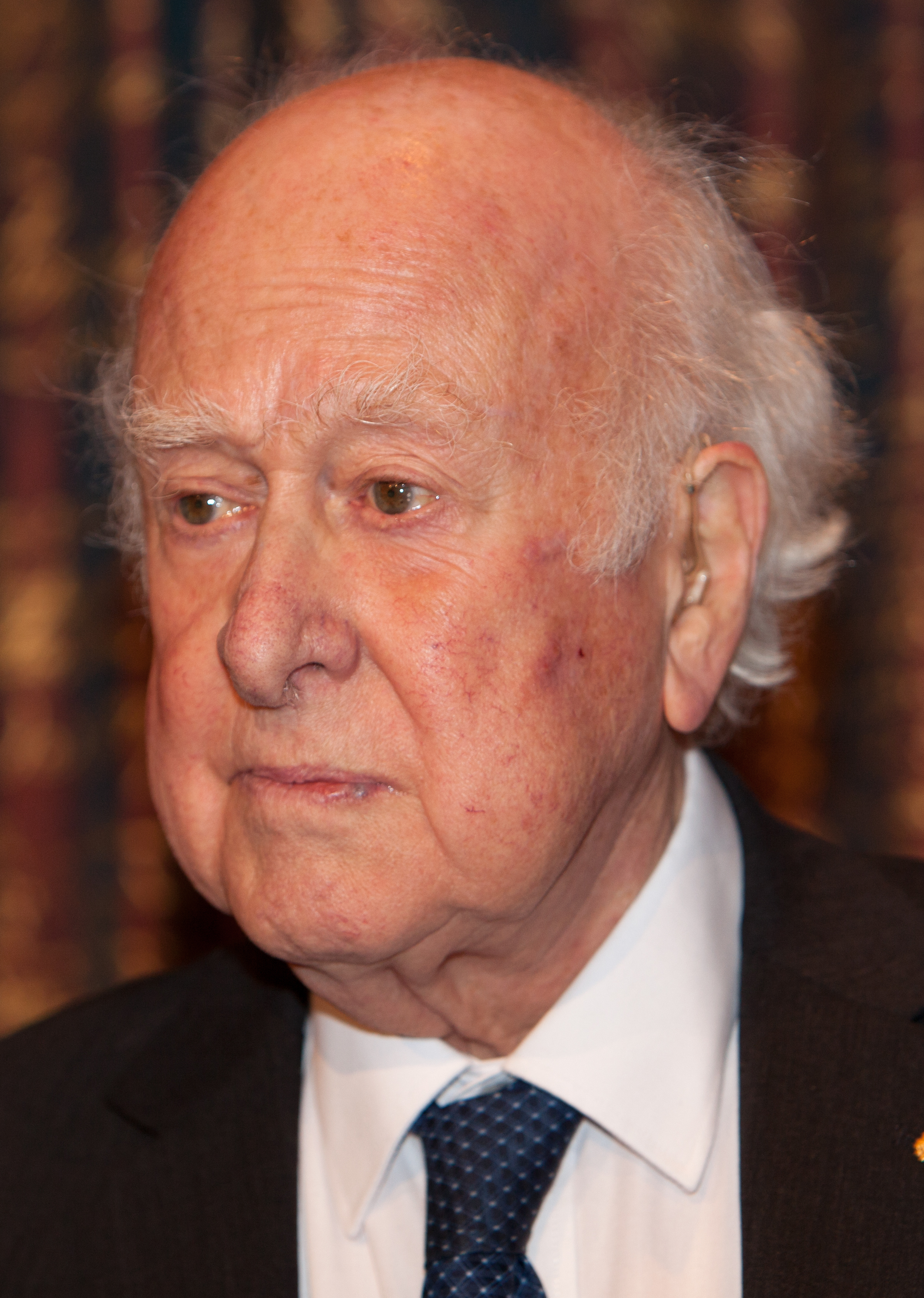
Peter Higgs, físico britânico.

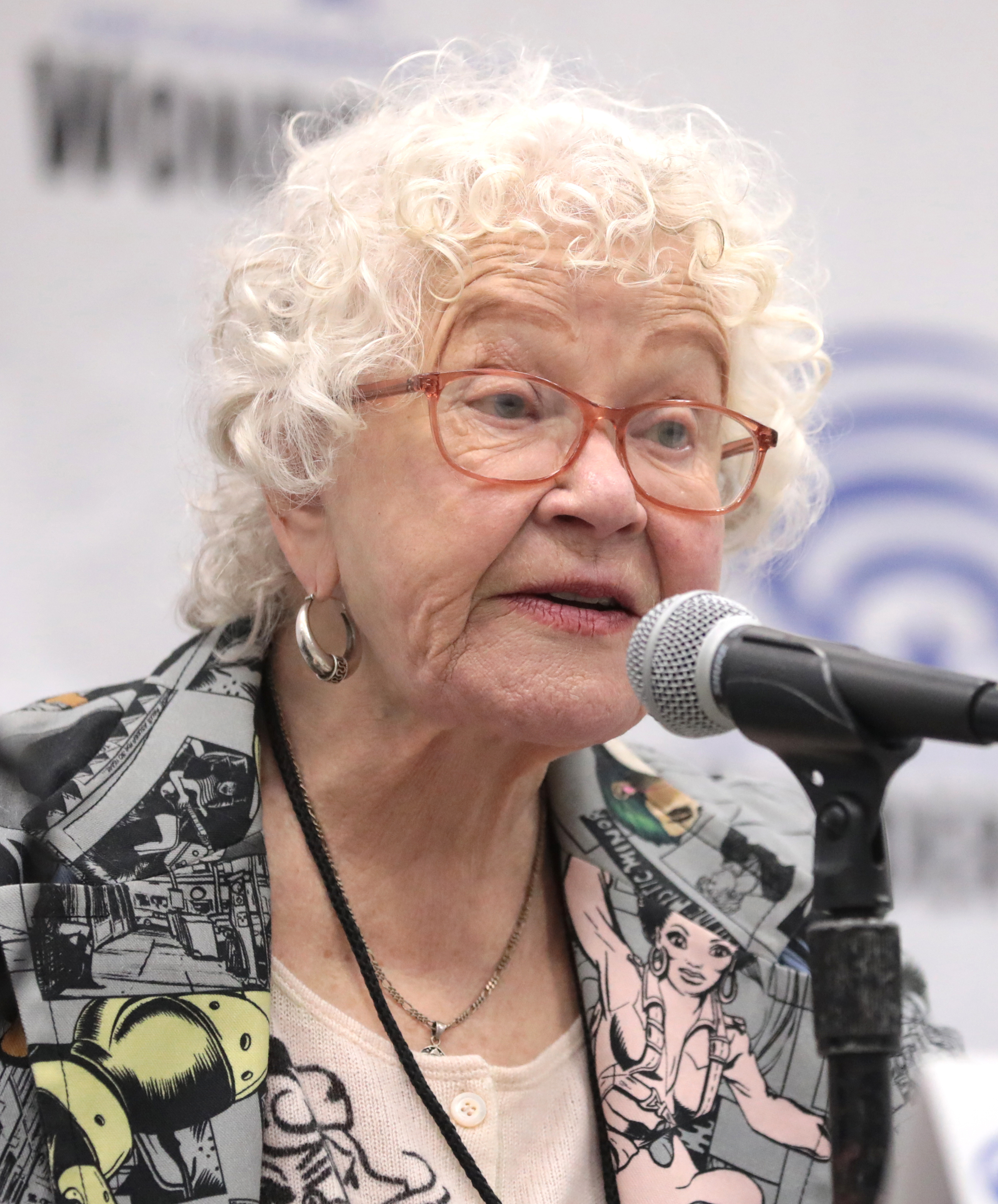
Trina Robbins, cartunista estadunidense.

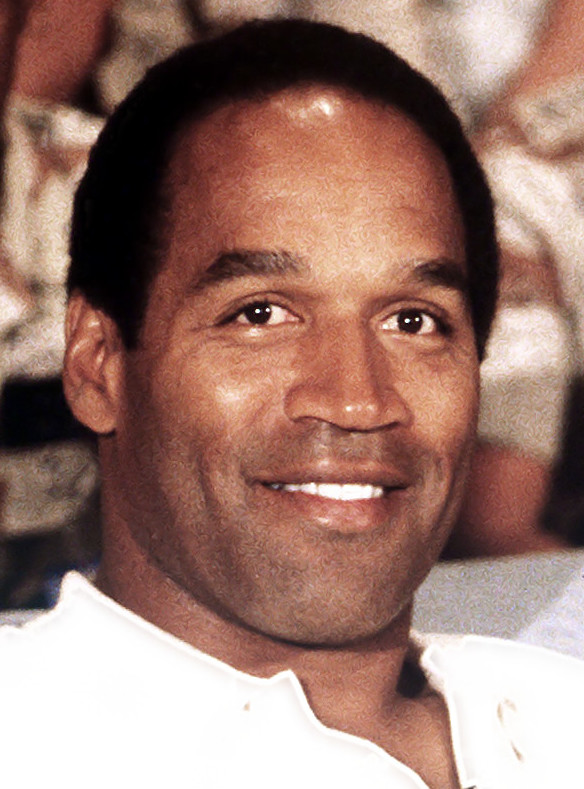
O. J. Simpson, ator e jogador de futebol americano.

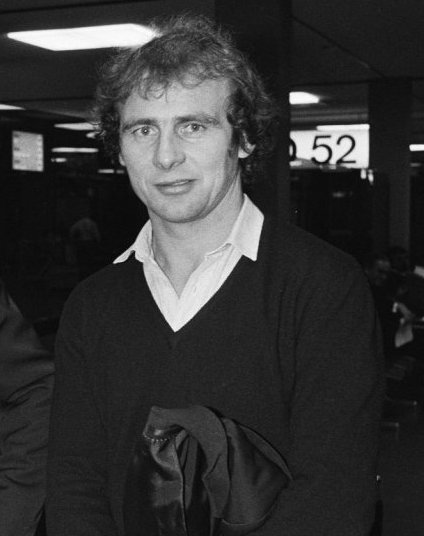
Bernd Hölzenbein, futebolista alemão.

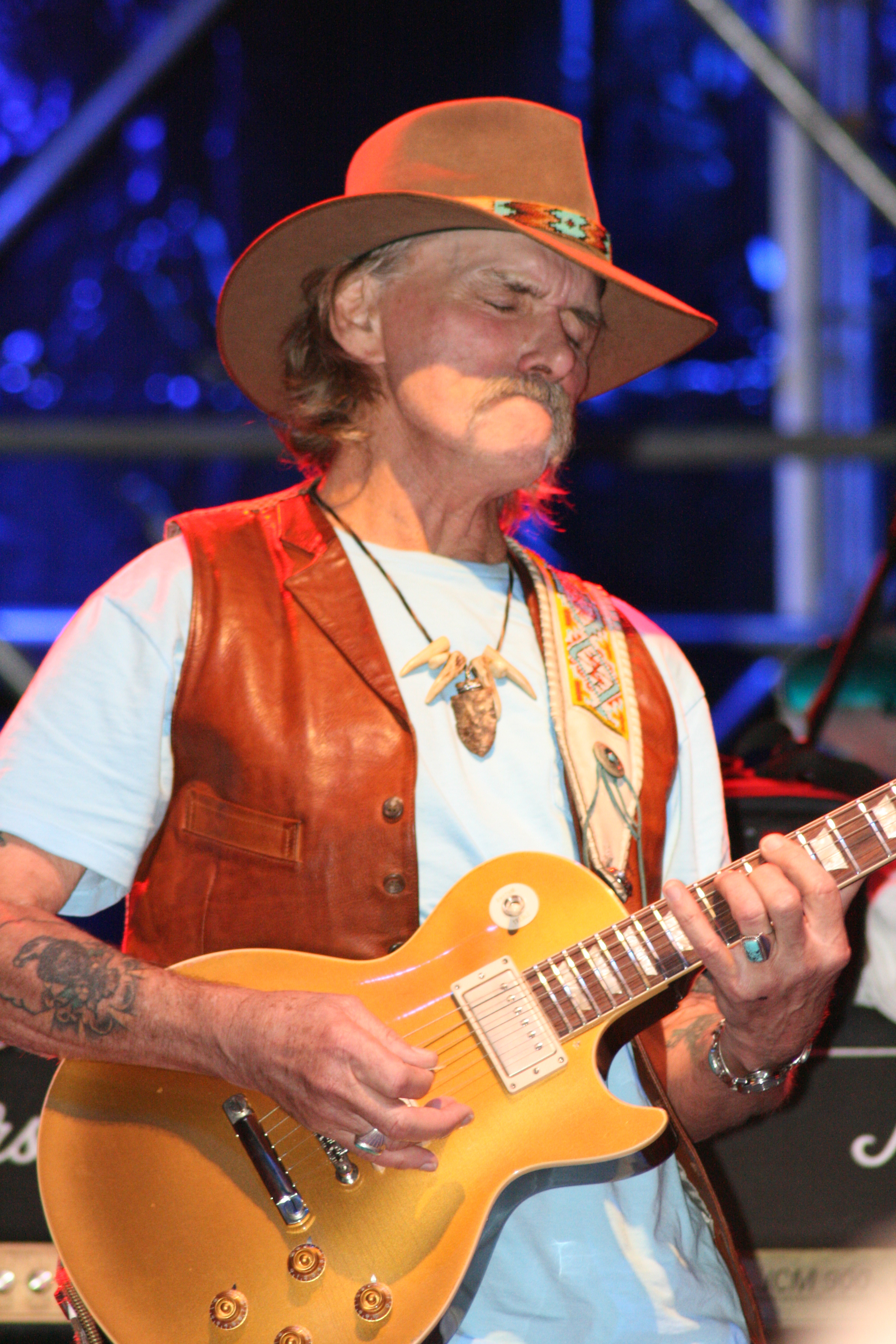
Dickey Betts, músico estadunidense.

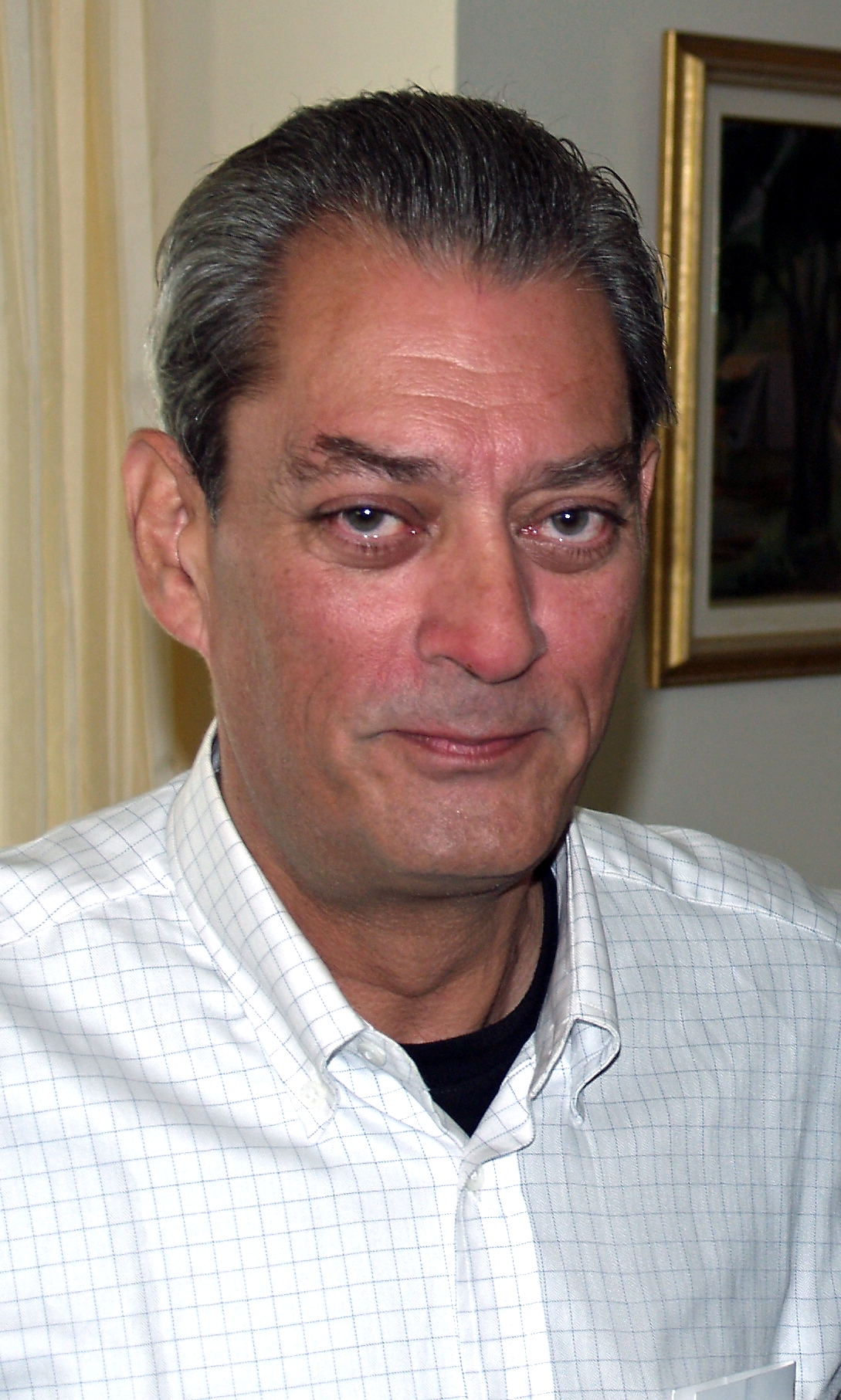
Paul Auster, escritor estadunidense.

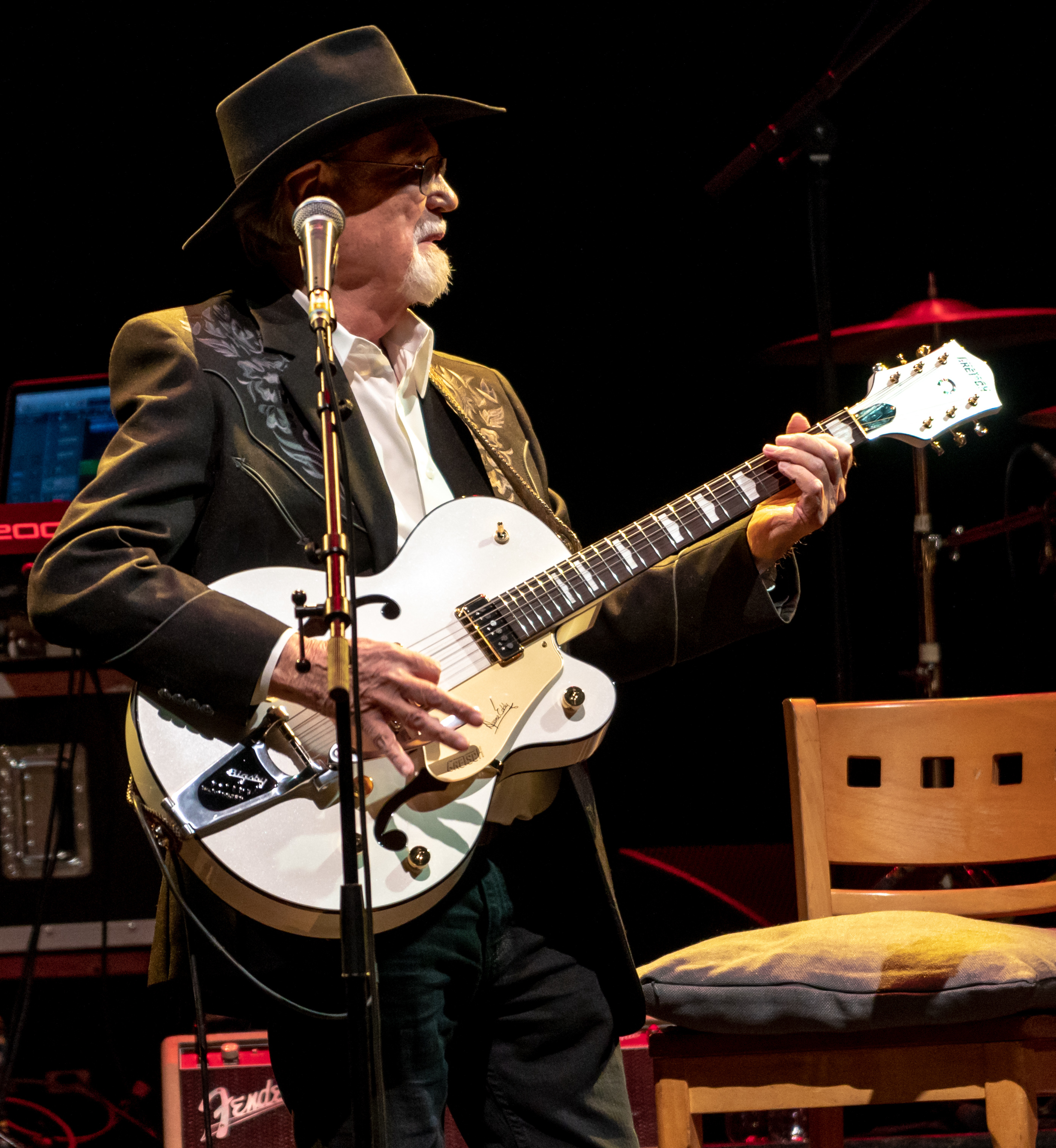
Duane Eddy, guitarrista estadunidense.

| Dia | Nome                               | Profissão ou motivo de reconhecimento  | Nacionalidade               | Nasc. | Ref    |
| --- | ---------------------------------- | -------------------------------------- | --------------------------- | ----- | ------ |
| 1   | Alejandro Semenewicz               | Futebolista                            | Argentina                   | 1949  | [ 1 ]  |
| 1   | Ykenga                             | Cartunista                             | Brasil                      | 1952  | [ 2 ]  |
| 1   | Ed Piskor                          | Quadrinista                            | Estados Unidos              | 1982  | [ 3 ]  |
| 2   | Maryse Condé                       | Escritora, romancista e dramaturga     | França                      | 1934  | [ 4 ]  |
| 2   | John Sinclair                      | Ativista e escritor                    | Estados Unidos              | 1941  | [ 5 ]  |
| 2   | John Barth                         | Escritor                               | Estados Unidos              | 1930  | [ 6 ]  |
| 2   | Juan Vicente Pérez                 | Agricultor, camponês e supercentenário | Venezuela                   | 1909  | [ 7 ]  |
| 2   | Jerry Abbott                       | Compositor                             | Estados Unidos              | 1942  | [ 8 ]  |
| 2   | Göran Hagberg                      | Futebolista                            | Suécia                      | 1943  | [ 9 ]  |
| 3   | António Marques Miguel             | Arquiteto                              | Portugal                    | 1941  | [ 10 ] |
| 3   | Veljko Bulajić                     | Cineasta                               | Croácia/ Montenegro         | 1928  | [ 11 ] |
| 3   | Sándor Müller                      | Futebolista                            | Hungria                     | 1948  | [ 12 ] |
| 3   | Mike Kolen                         | Jogador de futebol americano           | Estados Unidos              | 1948  | [ 13 ] |
| 3   | Alan Neto                          | Jornalista, colunista e apresentador   | Brasil                      | 1940  | [ 14 ] |
| 4   | R. F. Lucchetti                    | Escritor                               | Brasil                      | 1930  | [ 15 ] |
| 4   | Clodesmidt Riani                   | Político e líder sindical              | Brasil                      | 1920  | [ 16 ] |
| 4   | Bruce Kessler                      | Automobilista                          | Estados Unidos              | 1936  | [ 17 ] |
| 5   | Márcia Denser                      | Escritora                              | Brasil                      | 1954  | [ 18 ] |
| 5   | Mohammed Dionne                    | Político                               | Senegal                     | 1959  | [ 19 ] |
| 5   | Mônica Magalhães Cavalcante        | Linguista                              | Brasil                      | 1962  | [ 20 ] |
| 6   | Ziraldo                            | Escritor, cartunista, e jornalista     | Brasil                      | 1932  | [ 21 ] |
| 6   | Ernesto Gómez Cruz                 | Ator                                   | México                      | 1933  | [ 22 ] |
| 7   | A. P. Galante                      | Produtor cinematográfico               | Brasil                      | 1934  | [ 23 ] |
| 7   | Joe Kinnear                        | Futebolista                            | Irlanda                     | 1946  | [ 24 ] |
| 7   | Rex                                | Artista e ilustrador                   | Estados Unidos              | 1947  | [ 25 ] |
| 7   | Lori e George Schappell            | Gêmeos siameses mais longevos          | Estados Unidos              | 1961  | [ 26 ] |
| 8   | Paul Fox                           | Produtor de televisão                  | Reino Unido                 | 1925  | [ 27 ] |
| 8   | Eliezer Barreiro                   | Professor universitário e pesquisador  | Brasil                      | 1947  | [ 28 ] |
| 8   | Peter Higgs                        | Físico                                 | Reino Unido                 | 1929  | [ 29 ] |
| 9   | Eugénio Lisboa                     | Poeta, ensaísta e crítico literário    | Portugal                    | 1930  | [ 30 ] |
| 9   | Vladimir Aksyonov                  | Cosmonauta                             | Rússia/ União Soviética     | 1935  | [ 31 ] |
| 9   | Terto                              | Futebolista                            | Brasil                      | 1946  | [ 32 ] |
| 9   | Pacífico Mascarenhas               | Compositor                             | Brasil                      | 1948  | [ 33 ] |
| 10  | Trina Robbins                      | Cartunista                             | Estados Unidos              | 1938  | [ 34 ] |
| 10  | Akebono Tarō                       | Lutador de sumô                        | Japão/ Estados Unidos       | 1969  | [ 35 ] |
| 10  | O. J. Simpson                      | Ator e jogador de futebol americano    | Estados Unidos              | 1947  | [ 36 ] |
| 11  | Park Bo-ram                        | Cantora                                | Coreia do Sul               | 1993  | [ 37 ] |
| 11  | Lorena Velázquez                   | Atriz                                  | México                      | 1937  | [ 38 ] |
| 11  | António Amorim                     | Biólogo                                | Portugal                    | 1952  | [ 39 ] |
| 11  | Anton Flešár                       | Futebolista                            | Eslováquia/ Tchecoslováquia | 1944  | [ 40 ] |
| 12  | Betinho Rosado                     | Político                               | Brasil                      | 1948  | [ 41 ] |
| 12  | Eleanor Coppola                    | Documentarista                         | Estados Unidos              | 1936  | [ 42 ] |
| 12  | Robert MacNeil                     | Jornalista                             | Canadá                      | 1931  | [ 43 ] |
| 12  | Roberto Cavalli                    | Estilista                              | Itália                      | 1940  | [ 44 ] |
| 12  | Olga Fikotová                      | Atleta                                 | Chéquia/ Tchecoslováquia    | 1932  | [ 45 ] |
| 12  | Afonso Monaco                      | Jornalista                             | Brasil                      | 1945  | [ 46 ] |
| 12  | Osvalinda Alves Pereira            | Ativista ambiental                     | Brasil                      | 1968  | [ 47 ] |
| 13  | Faith Ringgold                     | Pintora                                | Estados Unidos              | 1930  | [ 48 ] |
| 14  | Luciano Sušanj                     | Atleta                                 | Croácia/ Iugoslávia         | 1948  | [ 49 ] |
| 15  | Pedro Rubiano Sáenz                | Prelado                                | Colômbia                    | 1932  | [ 50 ] |
| 15  | Mouncif El Haddaoui                | Futebolista                            | Marrocos                    | 1964  | [ 51 ] |
| 15  | Bernd Hölzenbein                   | Futebolista                            | Alemanha                    | 1946  | [ 52 ] |
| 15  | Reita                              | Músico e compositor                    | Japão                       | 1981  | [ 53 ] |
| 15  | Cleuber Brandão Carneiro           | Político                               | Brasil                      | 1940  | [ 54 ] |
| 16  | Vladimir Andreyev                  | Atleta                                 | Rússia/ União Soviética     | 1966  | [ 55 ] |
| 16  | Josep Maria Terricabras i Nogueras | Político e filósofo                    | Espanha                     | 1946  | [ 56 ] |
| 16  | Newton da Costa                    | Matemático e filósofo                  | Brasil                      | 1929  | [ 57 ] |
| 18  | Dickey Betts                       | Músico                                 | Estados Unidos              | 1943  | [ 58 ] |
| 19  | Daniel Dennett                     | Filósofo                               | Estados Unidos              | 1942  | [ 59 ] |
| 19  | Muhammed Faris                     | Aviador militar e cosmonauta           | Síria                       | 1951  | [ 60 ] |
| 19  | Marcos Rivas                       | Futebolista                            | México                      | 1947  | [ 61 ] |
| 20  | Gediminas Kirkilas                 | Político                               | Lituânia/ União Soviética   | 1951  | [ 62 ] |
| 20  | Temoteo Brito                      | Político                               | Brasil                      | 1941  | [ 63 ] |
| 20  | César Lacerda                      | Político                               | Brasil                      | 1934  | [ 64 ] |
| 21  | Agassiz Almeida                    | Escritor e político                    | Brasil                      | 1935  | [ 65 ] |
| 21  | Jerome Rothenberg                  | Poeta                                  | Estados Unidos              | 1931  | [ 66 ] |
| 22  | Arthur Whittington                 | Jogador de futebol americano           | Estados Unidos              | 1955  | [ 67 ] |
| 23  | George Baker                       | Futebolista                            | Reino Unido                 | 1936  | [ 68 ] |
| 23  | Ro Jai-bong                        | Político                               | Coreia do Sul               | 1936  | [ 69 ] |
| 23  | Elias Ximenes do Prado             | Político                               | Brasil                      | 1925  | [ 70 ] |
| 24  | Rudolf Mitteregger                 | Ciclista                               | Áustria                     | 1944  | [ 71 ] |
| 25  | Laurent Cantet                     | Cineasta                               | França                      | 1961  | [ 72 ] |
| 25  | Marla Adams                        | Atriz                                  | Estados Unidos              | 1938  | [ 73 ] |
| 25  | Albino Manique                     | Compositor e acordeonista              | Brasil                      | 1944  | [ 74 ] |
| 25  | Carlos Leonam                      | Escritor, jornalista e colunista       | Brasil                      | 1939  | [ 75 ] |
| 26  | Anderson Leonardo                  | Cantor                                 | Brasil                      | 1972  | [ 76 ] |
| 26  | José Santa Cruz                    | Ator e dublador                        | Brasil                      | 1929  | [ 77 ] |
| 26  | Peter Ingham                       | Prelado                                | Austrália                   | 1941  | [ 78 ] |
| 27  | Maria Feliciana                    | Mulher mais alta do mundo              | Brasil                      | 1946  | [ 79 ] |
| 27  | Jean-Pierre Ferland                | Músico                                 | Canadá                      | 1934  | [ 80 ] |
| 27  | C. J. Sansom                       | Escritor                               | Reino Unido                 | 1952  | [ 81 ] |
| 27  | Louiselle                          | Cantora                                | Itália                      | 1945  | [ 82 ] |
| 28  | Georgy Mondzolevsky                | Voleibolista                           | Rússia/ União Soviética     | 1934  | [ 83 ] |
| 29  | Mykhaylo Fomenko                   | Futebolista                            | Ucrânia/ União Soviética    | 1948  | [ 84 ] |
| 29  | Jean-Pierre Giudicelli             | Pentatleta                             | França                      | 1944  | [ 85 ] |
| 29  | Sérgio Ribeiro                     | Político                               | Portugal                    | 1935  | [ 86 ] |
| 30  | Paul Auster                        | Escritor                               | Estados Unidos              | 1947  | [ 87 ] |
| 30  | Cláudio Barulho                    | Intérprete                             | Brasil                      | 1942  | [ 88 ] |
| 30  | Duane Eddy                         | Guitarrista                            | Estados Unidos              | 1938  | [ 89 ] |
| 30  | Renato De Fusco                    | Historiador e arquiteto                | Itália                      | 1929  | [ 90 ] |